# Elecciones generales de Camboya de 1946
Las primeras elecciones generales de Camboya tuvieron lugar en el Reino de Camboya el 1 de septiembre de 1946, en plena Guerra de Indochina, cuando Camboya luchaba por su independencia. El resultado fue una victoria para el Partido Democrático, que obtuvo 50 de los 67 escaños de la Asamblea Nacional y el 73.5% de los votos, triunfando en todas las provincias. La participación rondó el 60%.

## Antecedentes
Después de la Segunda Guerra Mundial, la debacle francesa de 1940, la guerra franco-tailandesa entre 1940 y 1941 y, finalmente la rendición de Japón y el fin de su ocupación de Indochina, los representantes camboyanos exigieron al Gobierno Provisional Francés de Charles de Gaulle que le otorgara a Camboya un mínimo de autonomía. De ese modo, se llamó a elecciones para una Asamblea Constituyente cuya función sería redactar una carta magna para el régimen autónomo. Se programaron para el 1 de septiembre y serían los primeros comicios celebrados en la historia de Camboya.

## Campaña
El primer partido político en establecerse fue el Partido Liberal, de ideología conservadora, cuyo objetivo era "mejorar las relaciones entre los franceses y los camboyanos residentes en el país". Era dirigido por partidarios y miembros de la reinante Casa de Norodom. Más o menos al mismo tiempo, se fundó el Partido Democrático, de ideología nacionalista y socioliberal. Tenía un número amplio de fundadores intelectuales que lo apoyaban y era liderado por el popular Príncipe Sisowath Youtevong, muy querido entre los jóvenes locales, cansados del nepotismo y el clientelismo político habitual del poder colonial, por su integridad. El eslogan de campaña del Partido Democrático fue "Use a las élites para servir al Pueblo y al Rey".
Una tercera formación, el Partido Demócrata Progresista, creada por el príncipe Norodom Montana, tenía pocos seguidores. Sus miembros eran parientes del príncipe y de los funcionarios que no reconocían a las otras dos formaciones. El Partido Democrático era el único que tenía una formación en todo el país, se ocupó de abrir oficinas a nivel regional y fue cuidadoso a la hora de ofrecer candidatos conocidos y populares a nivel local en sus regiones, como monjes budistas.

## Distribución
Poco antes de la elección, el Primer ministro provisional Sisowath Monireth se declaró en favor del mantenimiento del protectorado, desconfiando de un gobierno del Partido Democrático. Sus esfuerzos para evitar dicha victoria fueron en vano. El Partido Democrático obtuvo una aplastante victoria del 73% de los sufragios, recibiendo una supermayoría de 50 escaños en la Asamblea Nacional Constituyente.
| Partido               | Escaños |
| --------------------- | ------- |
| Partido Democrático   | 50      |
| Partido Liberal       | 14      |
| Independientes        | 3       |
| Total                 | 67      |
| Fuente: Nohlen et al. |         |